# USS McGowan (DD-678)
USS McGowan (DD-678) là một tàu khu trục lớp Fletcher được Hải quân Hoa Kỳ chế tạo trong Chiến tranh Thế giới thứ hai. Nó là chiếc tàu chiến duy nhất của Hải quân Mỹ được đặt theo tên Chuẩn đô đốc Samuel McGowan (1870-1934), người tham gia cuộc Chiến tranh Thế giới thứ nhất. Nó đã hoạt động cho đến hết Thế Chiến II, ngừng hoạt động một thời gian ngắn, rồi tiếp tục phục vụ trong Chiến tranh Triều Tiên và sau đó. Con tàu được chuyển cho Tây Ban Nha năm 1960, và hoạt động như là chiếc SPS Jorge Juan (D 25) cho đến khi ngừng hoạt động năm 1988 và bị tháo dỡ. McGowan được tặng thưởng chín Ngôi sao Chiến trận do thành tích phục vụ trong Thế Chiến II, và thêm hai Ngôi sao Chiến trận nữa trong Chiến tranh Triều Tiên.

## Thiết kế và chế tạo
McGowan được đặt lườn tại xưởng tàu của hãng Federal Shipbuilding and Drydock Company ở Kearny, New Jersey vào ngày 30 tháng 6 năm 1943. Nó được hạ thủy vào ngày 14 tháng 11 năm 1943; được đỡ đầu bởi bà Rose McG. Cantey, em gái Chuẩn đô đốc McGowan, và nhập biên chế vào ngày 20 tháng 12 năm 1943 dưới quyền chỉ huy của Trung tá Hải quân James B. Weller.

## Lịch sử hoạt động

### Thế Chiến II

#### 1944
McGowan hoàn tất việc chạy thử máy kịp thời để tham gia Chiến dịch quần đảo Mariana. Nó đi đến Roi thuộc đảo san hô Kwajalein vào ngày 31 tháng 5 năm 1944, rồi lên đường mười ngày sau đó cùng Đội đặc nhiệm 52.17 để đi Saipan. Nó bảo vệ cho các con tàu thuộc lực lượng bắn phá vào ngày 14 tháng 6, và sang ngày hôm sau, trong Trận Saipan, nó trực tiếp tham gia nhiệm vụ bắn phá, tiêu diệt một kho nhiên liệu và các khẩu đội pháo đe dọa bãi đổ bộ. Khi các đầu cầu được mở rộng, chiếc tàu khu trục tiếp tục hỗ trợ lực lượng tấn công trên bờ bằng hỏa lực phản pháo và bắn quấy rối cho đến ngày 23 tháng 6, khi nó rút lui về Eniwetok.
McGowan được phân về Đội đặc nhiệm 53.1 để hộ tống các tàu vận tải chuyên chở binh lính đi Guam, và tiếp tục hỗ trợ cho cuộc đổ bộ tại đây trước khi rút lui về Saipan. Tại đây nó gia nhập trở lại Đội đặc nhiệm 52.17 trong các nhiệm vụ bảo vệ và bắn hỏa lực hỗ trợ cho giai đoạn tấn công lên Tinian. Đến cuối tháng 7, nó lên đường đi Guadalcanal chuẩn bị cho chiến dịch đổ bộ lên quần đảo Palau. Đội đặc nhiệm 32.2 của nó lên đường vào ngày 8 tháng 9, đi đến khu vực vận chuyển về phía Đông Palau vào ngày 15 tháng 9, nơi chiếc tàu khu trục ở lại cho đến ngày 17 tháng 9, khi nó cùng đội vận tải di chuyển đến đảo Angaur. Con tàu đảm nhiệm vị trí tuần tra chống tàu ngầm tại đây cho đến ngày 22 tháng 9.
McGowan sau đó đi về phía Nam đến đảo Manus, nơi lực lượng được tập trung cho cuộc đổ bộ tiếp theo lên vịnh Leyte. Nó lên đường vào ngày 11 tháng 10, hộ tống các tàu đổ bộ LST và LCI thuộc Đệ Thất hạm đội đi Leyte, và trong cuộc tấn công lên Dulag vào ngày 20 tháng 10, nó đã phục vụ như tàu dẫn đường máy bay chiến đấu để hỗ trợ cho cuộc đổ bộ. Chiếc tàu khu trục tiếp tục tham gia Trận chiến eo biển Surigao, khi vào những giờ đầu tiên của ngày 25 tháng 10 đã tham gia cuộc tấn công bằng ngư lôi của Hải đội Khu trục 54 nhắm vào hàng chiến trận Nhật Bản, làm suy yếu lực lượng đối phương khi chúng tiến qua eo biển Surigao trước khi trở thành mục tiêu của các thiết giáp hạm và tàu tuần dương hạng nặng dưới quyền Chuẩn đô đốc Jesse B. Oldendorf.

#### 1945
McGowan khởi hành hai ngày sau đó để đi Hollandia, New Guinea, nơi nó hộ tống các đoàn tàu vận tải chuyên chở tiếp liệu và lực lượng tăng viện đi sang Philippines cho đến khi diễn ra chuộc đổ bộ lên Mindoro vào tháng 12 năm 1944. Nó tiến vào vịnh Lingayen vào ngày 11 tháng 1 năm 1945 để tham gia cuộc đổ bộ lên Luzon; và trong thành phần tuần tra phòng không ngoài khơi các bãi đổ bộ ở San Fabian, nó đã đánh trả các cuộc tấn công tự sát của máy bay Kamikaze Nhật Bản cho đến khi quay trở lại nhiệm vụ hộ tống vào ngày 14 tháng 1.
Vào cuối tháng 1, McGowan gia nhập cùng các tàu sân bay thuộc Lực lượng Đặc nhiệm 58, lực lượng tàu sân bay nhanh trực thuộc Đệ Ngũ hạm đội (sau này là Lực lượng Đặc nhiệm 38 trực thuộc Đệ Tam hạm đội), rồi lên đường vào ngày 8 tháng 2. Đi lên phía Bắc, lực lượng không kích xuống Honshū vào giữa tháng 2, rồi chuyển sang hướng Đông Nam để hỗ trợ cho cuộc đổ bộ lên Iwo Jima. Đến tháng 3, họ lại không kích xuống các đảo chính quốc Nhật Bản, và trong suốt tháng 4 và tháng 5 đã hỗ trợ cho lực lượng đang chiến đấu tại Okinawa khi tấn công các mục tiêu quân sự và công nghiệp trải suốt từ Đài Loan cho đến đảo Kyūshū. Sau khi được tiếp liệu tại Philippines vào đầu tháng 6, lực lượng lại mở rộng hoạt động lên phía Bắc, vào ngày 1 tháng 7 đã hướng đến các mục tiêu tại Honshū, Hokkaidō và quần đảo Kuril
McGowan sau đó được cho tách khỏi Lực lượng Đặc nhiệm 38, quay trở về vùng bờ Tây để được đại tu. Đang khi ở lại Adak, Alaska vào ngày 14 tháng 8, nó nhận được tin tức về việc Nhật Bản đầu hàng kết thúc cuộc xung đột, rồi được phối thuộc cùng Đệ Cữu hạm đội và quay trở lại Nhật Bản để làm nhiệm vụ chiếm đóng khu vực Căn cứ hải quân Ominato. Nó rời để quay trở về Hoa Kỳ vào ngày 12 tháng 10, và khi về đến nơi vào tháng 11, con tàu được đại tu. McGowan được cho xuất biên chế vào ngày 30 tháng 4 năm 1946, và được đưa về Đội San Diego trực thuộc Hạm đội Dự bị Thái Bình Dương.

### 1951 - 1960
Sự kiện Chiến tranh Triều Tiên nổ ra khiến phát sinh nhu cầu phải tăng cường tàu chiến cho hạm đội hiện dịch. Vì vậy McGowan được cho nhập biên chế trở lại vào ngày 6 tháng 7 năm 1951. Sang năm 1952, nó băng qua kênh đào Panama để trình diện phục vụ cùng Hạm đội Đại Tây Dương. Đến tháng 5, con tàu được huấn luyện nhằm chuẩn bị để được phái sang Viễn Đông, và nó khởi hành từ Newport, Rhode Island vào ngày 6 tháng 9, đi đến Yokosuka, Nhật Bản vào ngày 20 tháng 10. Sau khi hoạt động cùng Lực lượng Đặc nhiệm 96 ngoài khơi Okinawa, nó gặp gỡ Lực lượng Đặc nhiệm 77 tại vùng chiến sự vào ngày 17 tháng 11. Hoạt động như một đơn vị thuộc Lực lượng Hải quân Liên Hợp Quốc, nó di chuyển dọc theo bờ biển Triều Tiên, bắn hỏa lực hỗ trợ cho lực lượng chiến đấu trên bộ, và bắn phá khu vực Wonsan. Sau khi hoàn tất lượt phục vụ, nó lên đường đi ngang qua vịnh Buckner, Okinawa; vịnh Subic, Philippines; Singapore, Calcutta, Aden, Suez và Gibraltar, về đến Newport vào ngày 11 tháng 4 năm 1953.
Đặt cảng nhà tại Newport, Rhode Island, McGowan hoạt động dọc theo vùng bờ Đông Hoa Kỳ, và được bố trí hàng năm sang khu vực Địa Trung Hải trong bảy năm tiếp theo. Trong đợt phục vụ 1956-1958, nó tham gia các hoạt động gìn giữ hòa bình tại khu vực Đông Địa Trung Hải đầy biến động. Nó thực hiện một chuyến đi đến khu vực biển Hồng Hải vào mùa Xuân năm 1956, rồi đến khu vực Port Said khi binh lính Anh rút khỏi khu vực kênh đào Suez, rồi quay trở về Newport trước khi kênh đào được quốc tế hóa. Những mâu thuẫn tiếp theo đã khiến đưa đến một cuộc chiến tranh ngắn giữa Anh Quốc, Pháp, Israel và Ai Cập; và sự căng thẳng vẫn tiếp diễn buộc con tàu phải quay trở lại Địa Trung Hải vào tháng 5 năm 1957. Cùng với ba tàu chiến khác thuộc Đội khu trục 202, nó là một trong những tàu chiến đầu tiên băng qua kênh đào Suez vào ngày 22 tháng 5 kể từ khi kênh đào được mở cửa thông thương trở lại vào ngày 9 tháng 4 năm 1957. Nó sau đó di chuyển trong biển Hồng Hải và vịnh Ba Tư nhằm đảm bảo sự di chuyển tự do của các tàu buôn Hoa Kỳ đến Israel và Jordan.
Vào cuối mùa Xuân năm 1958, McGowan lại phải được bố trí đến khu vực Đông Địa Trung Hải, khi Jordan và Li-băng bị đe dọa bởi những cuộc đảo chính nhằm tranh giành quyền lãnh đạo trong thế giới Ả-rập. Vào tháng 7, Tổng thống Li-băng Camille Chamoun đã yêu cầu Hoa Kỳ trợ giúp nhằm đảm bảo sự ổn định của chính phủ, và yêu cầu điều tương tự cho Anh. Vào ngày 15 tháng 7, lực lượng thuộc Đệ Lục hạm đội canh phòng ngoài khơi bờ biển Li-băng trong khi binh lính Thủy quân Lục chiến đổ bộ, và sang ngày hôm sau McGowan đi đến nơi từ một khu vực bất ổn khác, Síp. Nó tiếp tục ở lại Beirut cho đến ngày 20 tháng 7, rồi lên đường để chiếm lấy một vị trí canh phòng dọc bờ biển cho đến ngày 1 tháng 8. Con tàu tiếp tục hoạt động lên phía Bắc, rồi lên đường quay trở về Newport vào tháng 9, về đến nơi vào ngày 30 tháng 9.

### SPSJorge Juan
Vào tháng 10 năm 1960, McGowan được chọn để cho chính phủ Tây Ban Nha thuê trong thời hạn 5 năm trong khuôn khổ chương trình trợ giúp quân sự. Nó xuất biên chế khỏi Hải quân Hoa Kỳ tại Barcelona vào ngày 30 tháng 11 năm 1960, và nhập biên chế cùng Hải quân Tây Ban Nha vào ngày hôm sau như là chiếc SPS Jorge Juan (D 45). Ký hiệu lườn của nó đổi thành D 45 vào năm 1961.
Jorge Juan xóa đăng bạ cùng Hải quân Tây Ban Nha vào ngày 15 tháng 11 năm 1988, và bị tháo dỡ sau đó.

## Phần thưởng
McGowan được tặng thưởng chín Ngôi sao Chiến trận do thành tích phục vụ trong Thế Chiến II, và thêm hai Ngôi sao Chiến trận trong Chiến tranh Triều Tiên.